# Notre-Dame (Parigi)
Notre-Dame è il 16º quartiere amministrativo di Parigi, situato nel IV arrondissement. Comprende tutta l'Île Saint-Louis e la parte dell'Île de la Cité situata ad est del Boulevard du Palais. Il quartiere deve il suo nome alla Cattedrale di Notre-Dame.

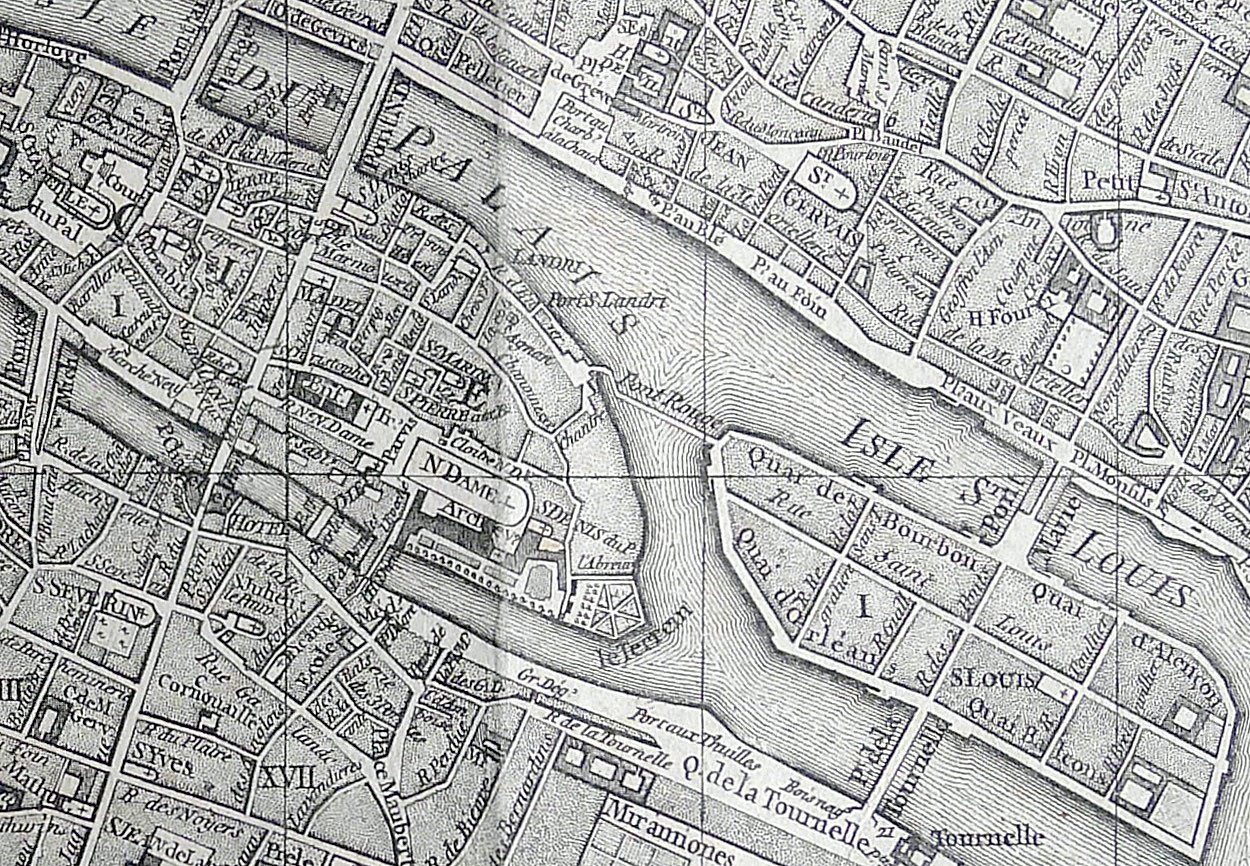
Il quartiere sulla mappa di Vaugondy (1760)